# Grote Boeddha van Mengshan

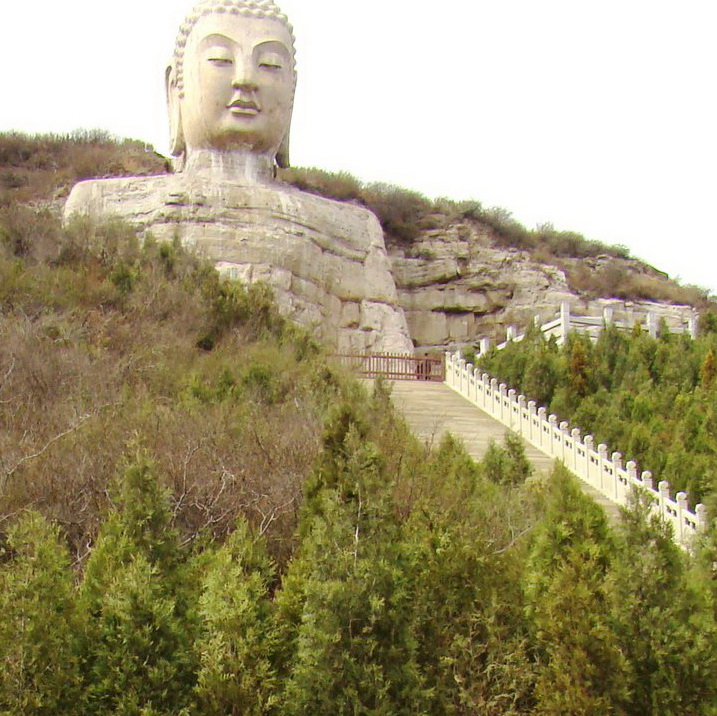
Grote Boeddha van Mengshan

De Grote Boeddha van Mengshan is een kolossaal standbeeld bij de stad Taiyuan in de Chinese provincie Shanxi.

## Geschiedenis
In de 6e eeuw werd het Boeddhabeeld gebouwd ten tijde van de Noordelijke Qi-dynastie en stond toen achter de Kaihuatempel.
In 844 werd het Boeddhapaviljoen vernietigd, waardoor het Boeddhabeeld onder invloed kwam te staan van de weerselementen. 
In 945 werd er een nieuw Boeddhapaviljoen voltooid.
In de 14e eeuw werd tijdens de Yuan-dynastie de tempel met het Boeddhabeeld vernietigd.
In 1980 vond er een plaatsnamencensus plaats waarbij de restanten van de Grote Boeddha werden herontdekt. Het standbeeld had toen geen hoofd meer en de hoogte van de blootgestelde borst was 15,75 meter. 
In de jaren 2000 werden de stenen die een deel van het lichaam bedekten verwijderd. In september 2006 begon men met de bouw van een nieuw hoofd voor het Boeddhabeeld, met een hoogte van 12 meter en een breedte van 8 meter.

## Bouwwerk
Het Boeddhabeeld heeft een hoogte van ongeveer 30 meter van de onderbenen tot de nek. Het hoofd was vermoeddelijk tien meter hoog. 
In de nabijheid van de Grote Boeddha zouden ook nog andere restanten van beeldhouwwerken in de rotsen zijn uitgehouwen.